# Неурофизика
Неурофизика (или неуробиофизика) је грана биофизике која се бави развојем и употребом физичких метода за добијање информација о нервном систему. Неурофизика је интердисциплинарна наука која користи физику и комбинује је са другим неуронаукама ради бољег разумевања неуронских процеса. Методе које се користе укључују технике експерименталне биофизике и друга физичка мерења као што је ЕЕГ углавном за проучавање електричних, механичких или флуидних својстава, као и теоријске и рачунарске приступе. Термин "неурофизика" је сливеница од "неурона" и "физике".

## Институти за неурофизику
- Лабораторија за теоријску неурофизику, Универзитет у Бремену
- Одељење за неурофизику, Институт Макс Планк